# جيمس ماكغي
جيمس ماكغي (بالإنجليزية: James McGhee) (1860 - 30 يوليو 1941 في الولايات المتحدة) هو مدرب كرة قدم ولاعب كرة قدم بريطاني (وحمل سابقاً جنسية المملكة المتحدة لبريطانيا العظمى وأيرلندا) في مركز مهاجم داخلي. لعب مع نادي سلتيك ونادي هيبرنيان.

## وصلات خارجية
- جيمس ماكغي على موقع قاعدة بيانات كرة القدم.إي يو (الإنجليزية)